# Carin Koch
Carin Koch-Hjalmarsson (Kungälv, 23 februari 1971) is een Zweedse golfprofessional.

## Amateur
Koch zat in het nationale team en vertegenwoordigde haar land onder meer van 1985-1991 bij het European Amateur Team Championship (ELTK junior en senior).

### Gewonnen
- 1988: NK matchplay, NK Junioren

## Professional
Koch werd in 1992 professional en begon toen op de Europese Tour (LET) en de Aziatische Tour. Ze werd 15de op de Order of Merit in Europa en 4de in Azië. Voor 1995 haalde ze via de Tourschool een spelerskaart voor de Amerikaanse Tour (LPGA Tour), waar ze in 1995 onder haar geboortenaam speelde. Op 30 december 1995 met Stefan Koch en in 1996 speelde ze onder de naam Carin Hj Koch. Ze werd dat jaar een paar keer tweede in Europa en in de Verenigde Staten.
In 1998 kreeg ze een zoontje. Haar eerste overwinning behaalde ze in 2000 door het Chrysler Open op haar naam te zetten. Dat jaar won ze met Sophie Gustafson ook de Ladies World Cup of Golf.

### Gewonnen
Nationaal
- 1992: NK Matchplay

LET
- 2000: Chrysler Open

LPGA Tour
- 2001: LPGA Corning Classic
- 2005: Corona Morelia Championship

### Teams
- Ladies World Cup of Golf: 2000 (winnaars)
- Solheim Cup: 2000, 2002, 2003, 2005
- European Junior Solheim Cup: 2009 (captain)